# Festiwal Re:wizje Inwazja Sztuki Niezależnej
Re:wizje Inwazja Sztuki Niezależnej – festiwal sztuki niezależnej odbywający się w Warszawie w latach 2007-2012. 

## Historia
Głównym założeniem festiwalu była prezentacja projektów: muzycznych, teatralnych, tanecznych, performance, filmowych, videoart i z literatury. Pierwsza edycja festiwalu odbyła się w 2007 roku. Głównym wydarzeniem wszystkich edycji re:wizji była Noc Sztuki w Pałacu Kultury i Nauki w Warszawie. Dyrektorem re:wizji była Agnieszka Wlazel.

### Edycje
- I edycja – 13-17.12.2007[3],
- II edycja – 10-13.12.2008[4],
- III edycja – 10-12.12.2009[5],
- IV edycja – 2-4.12.2010[6],

65 projektów z dziedziny filmu, teatru, tańca, muzyki i visual art 
- V edycja "Po co nam sztuka?" – 3-12.2011[7],

re:wizje sztuki 5 po raz pierwszy miały temat przewodni – „Po co nam sztuka?”. Wszystkie projekty zorganizowane były wokół pytania o miejsce sztuki w życiu społecznym i publicznym, jej funkcję, znaczenie, sens. Edycja 2011 była otwartą dyskusją nad kondycją artystyczną, ale także sytuacją finansową projektów i ich twórców.
Zagadnienie znaczącej nieobecności sztuki podjęły nie tylko same projekty, ale również sposób ich prezentacji. Otwarte dla widzów próby, spotkania z twórcami oraz projekty work in progress to kolejne nowe elementy 5 re:wizji.
- VI edycja „Dla kogo sztuka?” – 6-8.12.2012[8],

W 2012 roku hasłem przewodnim re:wizji było pytanie „Dla kogo sztuka?”. Re:wizje były pretekstem do innego spojrzenia na sztukę, na relacje pomiędzy artystami i publicznością. Czy publiczność jest twórcom niezbędna? Jaki udział może mieć w procesie kreacji? Czy sztuka przełamuje bariery pomiędzy artystami i widzami? A może je tworzy?